# Tanja Häring
Tanja Häring (geboren 1976 in Herbolzheim) ist eine deutsche Kamerafrau und Bildgestalterin.

## Berufliche Entwicklung
Tanja Häring hat an der Filmakademie Baden-Württemberg Kamera studiert und mit Diplom abgeschlossen. Danach führte sie bei einigen Kinofilmen die Kamera. 2007 lief Härings Diplomfilm Blindflug (Spielfilm, 60 min, Super 16 mm) als Eröffnungsfilm auf der Berlinale in der Sektion Perspektive deutsches Kino. Der Dokumentarfilm Kauf Mich!/Buy me!, bei dem Häring für die Bildgestaltung verantwortlich war, wurde 2011 für den deutschen Kamerapreis nominiert. Häring gewann den deutschen Kamerapreis 2014 für die Kameraarbeit bei dem Dokumentarfilm „Die Insel/the Island“.
Sie dreht Werbung, Musik-Videos, Spiel- und Dokumentarfilme.

## Filmografie (Auswahl)
- 2005: Kampfansage – Der letzte Schüler (Zweite Kamera)
- 2005: Kater
- 2007: Blindflug
- 2007: Plaza Santo Domingo (Dokumentarfilm)
- 2008: Die Eylandt Recherche
- 2011: Kauf mich! – (Dokumentarfilm)[7]

## Auszeichnungen
- 2017 Cannes corporate media awards in Gold[8] für An Alpine Sensde Of Life – Werbung
- 2016 Spotlight festival Silber Publikumspreis,[9] ADC – bronze[10] für Mercedes/uncrashable – Werbung
- 2016 Cannes corporate media awards in Silber,[11] Golden award of Montreux 2016[12] für Eurovision Song Contest Opener – Werbung
- 2014 Deutscher Kamerapreis 2014[4][5] für Die Insel – Dokumentarfilm
- 2014 Deutscher Werbefilmpreis für Beste VFX 2015[13] Greenpeace / save the bees – Werbung
- 2014 screened at 64. Berlinale Forum,[14] dokKA Dokumentarfilmfestival Karlsruhe,[15] Duisburger Filmwoche[16] (Souvenir) – Dokumentarfilm
- 2013 EFFIE Award in Gold[17][18] für Schwäbisch Hall – Werbung
- 2013 Öngören Award for democracy and human rights[19] für Waiting Area – Dokumentarfilm
- 2012 nominiert für den Echo[20][21] Tim Bendzko/nur noch kurz die Welt retten – Musikvideo
- 2011 nominiert für den deutschen Kamerapreis 2012,[22] Gewinner Bester Dokumentarfilm und Bester Schnitt Sehsüchte Festival 2012,[23][24] First Steps nominiert[25] für KAUF MICH!/BUY ME! – Dokumentarfilm
- 2005 ARD-Young Civis Award,[26] Filmschau Baden-Württemberg Förderpreis 2006[27] für WEISSE AMEISEN/WHITE ANZ – Kurzfilm
- 2005 Filmschau Baden-Württemberg Förderpreis 2006,[28] Cinema Tout Écrans, Genf, 2005, Bester Animationsfilm,[29] Exground Filmfest Wiesbaden, 2005 1. Preis[29] für KATER/CATS – Animationsfilm
- 2003 Berlin Today Award 2005[30] für BUCARESTI-BERLIN – Kurzfilm